# Сюмерткаси
Сюмертка́си (рос. Сюмерткасы, чув. Çĕмĕрткасси) — присілок у Чувашії Російської Федерації, у складі Юськасинського сільського поселення Моргауського району.
Населення — 119 осіб (2010; 112 в 2002, 192 в 1979; 196 в 1939, 179 в 1926, 180 в 1897, 105 в 1858).

## Історія
Історичні назви — Семеркас, Сюмурткаси. Утворився як виселок села Преображенське (Чуваська Сорма). До 1866 року селяни мали статус державних, займались землеробством, тваринництвом, бджільництвом. 12 листопада 1885 року відкрито школу грамоти. На початку 20 століття діяло 4 вітряки. 1929 року створено колгосп «Сюмерт-каси». До 1927 року присілок перебував у складі Шуматівської та Чувасько-Сорминської волостей Ядрінського повіту. 1927 року присілок переданий до складу Аліковського району, 1944 року — до складу Моргауського, 1959 року — повернутий до складу Аліковського, 1962 року — до складу Чебоксарського, 1964 року — повернутий до складу Моргауського району.